# Båtholmen
Båtholmen est une île norvégienne dans le comté de Hordaland. Elle appartient administrativement à Hetlevik.

## Géographie
Rocheuse et couvert d'une légère végétation, elle s'étend sur environ 88 m de longueur pour une largeur approximative de 60 m. Elle comporte une habitation au nord.